# Bonus Army

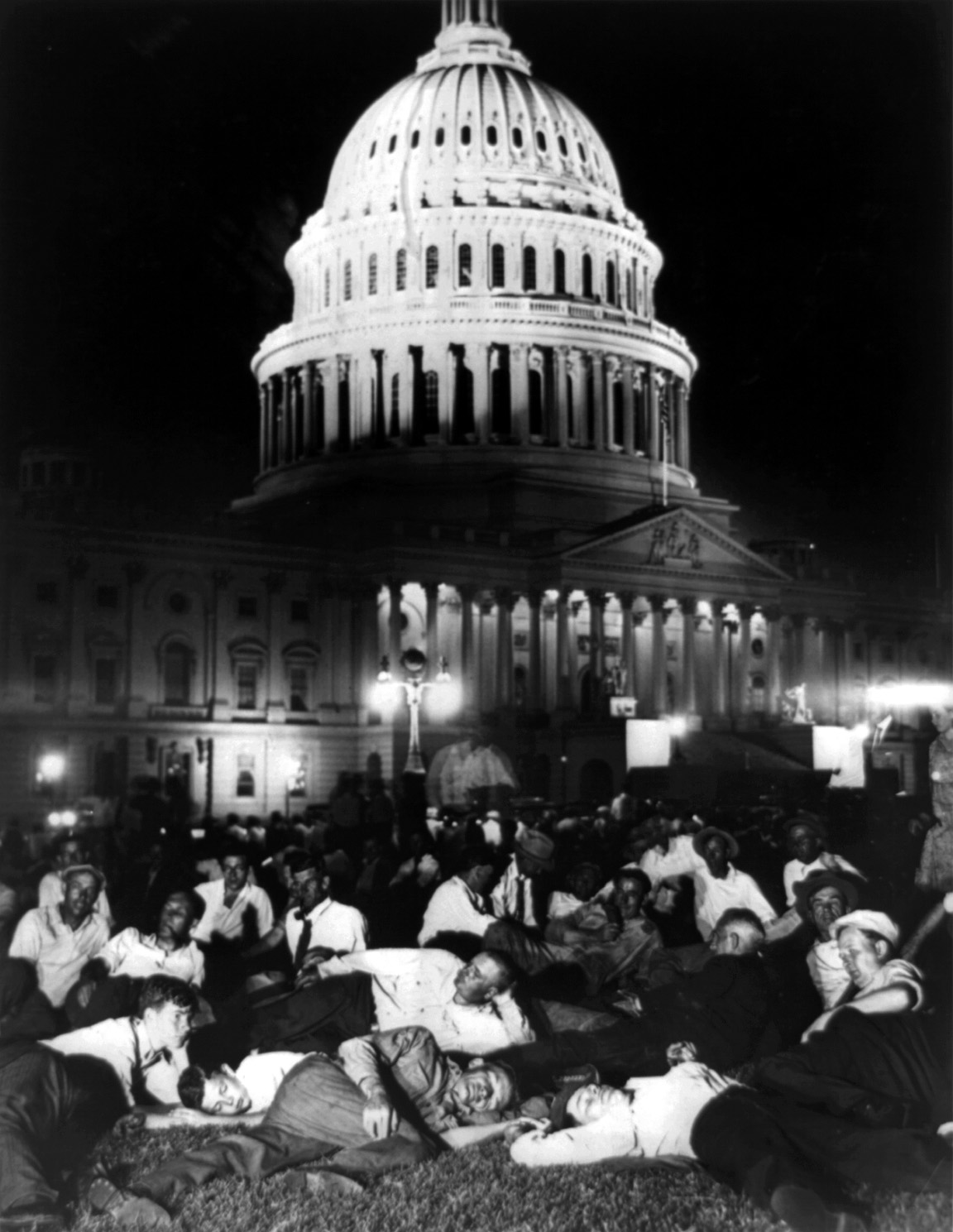
Membros do Bonus Army em frente ao Capitólio dos Estados Unidos.

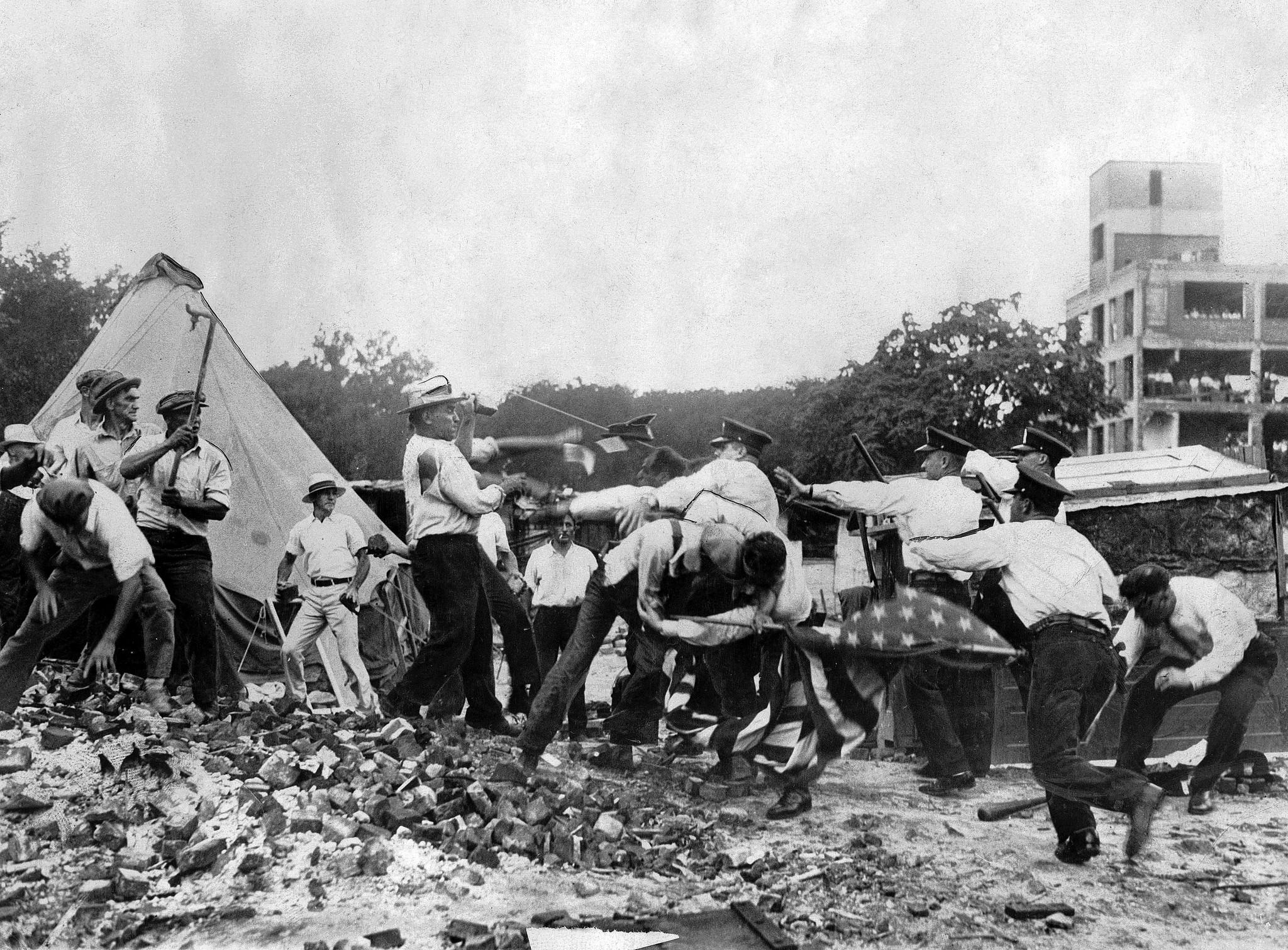
Manifestantes do Bonus Army (à esquerda) confrontam a polícia.

O Bonus Army era um grupo de 43 000 manifestantes - composto por 17 000 veteranos da Primeira Guerra Mundial dos EUA, junto com suas famílias e grupos afiliados - que se reuniram em Washington, DC em meados de 1932 para exigir o resgate antecipado em dinheiro de seus certificados de bônus de serviço. Os organizadores chamaram os manifestantes de "Força Expedicionária Bonus", para ecoar o nome das Forças Expedicionárias Americanas da Primeira Guerra Mundial, enquanto a mídia se referia a eles como "Exército do Bônus". Os manifestantes eram liderados por Walter W. Waters, um ex-sargento.
Muitos dos veteranos de guerra estavam desempregados desde o início da Grande Depressão. A Lei de Compensação Ajustada da Guerra Mundial de 1924 concedeu a eles bônus na forma de certificados que eles não poderiam resgatar até 1945. Cada certificado, emitido para um soldado veterano qualificado, tinha um valor nominal igual ao pagamento prometido pelo soldado com juros compostos. A principal demanda do Exército de Bônus era o pagamento imediato em dinheiro de seus certificados.
Em 28 de julho de 1932, o procurador-geral dos Estados Unidos, William D. Mitchell, ordenou que os veteranos fossem removidos de todas as propriedades do governo. A polícia de Washington encontrou resistência, atirou nos manifestantes e dois veteranos foram feridos e morreram posteriormente. O presidente Herbert Hoover então ordenou que o Exército dos EUA limpasse o acampamento dos manifestantes. O Chefe do Estado-Maior do Exército, General Douglas MacArthur, comandou um contingente de infantaria e cavalaria, apoiado por seis tanques. Os manifestantes do Exército Bonus com suas esposas e filhos foram expulsos e seus abrigos e pertences queimados.
Uma segunda marcha de bônus, menor, em 1933, no início da administração Roosevelt, foi desativada em maio com uma oferta de empregos no Civilian Conservation Corps (CCC) em Fort Hunt, Virgínia, que a maioria do grupo aceitou. Aqueles que optaram por não trabalhar para o CCC até o prazo de 22 de maio receberam transporte para casa. Em 1936, o Congresso anulou o veto do presidente Roosevelt e pagou aos veteranos seu bônus de nove anos antes.